# Dammen (Ockelbo socken, Gästrikland)
Dammen var en sjö, nu mosse, i Ockelbo kommun i Gästrikland och ingår i Testeboåns huvudavrinningsområde.